# 张小燕 (云南)
张小燕（1974年6月10日—2005年3月22日）是中國雲南的節目主持人。她原來是云南电视台生活资讯频道《女人香》的主持人。早年在北京广播学院就讀及畢業。

## 過世
2005年3月16日，患有先天性心臟病的她，在錄影室突然晕倒後，立即被送往醫院搶救，由此引起一系列併發症，於22日下午5点30分離世。往後，在2014年及2020年，張小燕的個案仍被提及，作為中国媒体界过劳死的案例。